# Campeonato Paulista de Futebol de 2001 - Série A2
O Campeonato Paulista de Futebol de 2001 - Série A2 foi a 55.ª edição do campeonato equivalente ao segundo nível do futebol paulista. O campeão da competição foi o Etti Jundiaí.

## Forma de disputa
A disputa é por pontos corridos, os 16 participantes jogam entre si em turno e returno. As duas melhores equipes são promovidas a Série A1 de 2002, e as duas piores equipe são rebaixadas a Série A3 de 2002.
Empates são decididos por disputas de pênaltis. Nos empates com gols os vencedores ganham dois pontos e os perdedores um. Nos empates sem gols os vencedores recebem um ponto e os perdedores nenhum.

## Participantes
| - América (São José do Rio Preto) - Araçatuba (Araçatuba) - Bragantino (Bragança Paulista) - Comercial (Ribeirão Preto) - Etti Jundiaí (Jundiaí) - Francana (Franca) - Ituano (Itu) - Juventus (São Paulo) | - Mirassol (Mirassol) - Nacional (São Paulo) - Olímpia (Olímpia) - Paraguaçuense (Paraguaçu Paulista) - Rio Preto (São José do Rio Preto) - Santo André (Santo André) - São José (São José dos Campos) - Sãocarlense (São Carlos) |

## Premiação
| Campeonato Paulista de 2001 - Série A2 |
| -------------------------------------- |
| Etti Jundiaí Campeão (1º título)       |